# 双氢青蒿素
双氢青蒿素（英語：Dihydroartemisinin）是一种用来治疗疟疾的药物。双氢青蒿素是所有青蒿素类药物的活性代谢产物（包括青蒿素，青蒿琥酯，蒿甲醚等），并且其本身也是一种药物。双氢青蒿素是青蒿素的半合成衍生物，并且广泛作为其他青蒿素衍生物的中间体使用。
中国中医科学院1985年开始以还原青蒿素为基础，将其完善成双氢青蒿素，于1992年7月获得新药证书。双氢青蒿素抗疟疗效高于青蒿素10倍，可口服途径给药，而且复燃率明显降低。临床实验杀虫速度相当于静脉注射的青蒿琥酯，优于肌肉注射的蒿甲醚。

## 作用机制
青蒿素无论在体内和体外的实验中均对疟疾有很好的杀灭效果。
青蒿素的作用机制尚不十分清楚，主要是干扰疟原虫的表膜-线粒体功能。青蒿素通过影响疟原虫红内期的超微结构，使其膜系结构发生变化。由于对食物泡膜的作用，阻断了疟原虫的营养摄取，当疟原虫损失大量胞浆和营养物质，而又得不到补充，因而很快死亡。其作用方式是通过其内过氧化物(双氧)桥，经血红蛋白分解后产生的游离铁所介导，产生不稳定的有机自由基及/或其他亲电子的中介物，然后与疟原虫的蛋白质形成共价加合物，而使疟原虫死亡。2015年，Wang等人利用化学蛋白质组学的技术手段合成了基于青蒿素结构的化学探针，准确的鉴定出了青蒿素在疟原虫中的100多个蛋白靶点，并且确定了青蒿素的激活依赖于疟原虫中生成的大量血红素。

## 引用
1. ↑  Woo, Soon Hyung; Parker, Michael H.; Ploypradith, Poonsakdi; Northrop, John; Posner, Gary H. . Tetrahedron Letters. 1998, 39 (12): 1533–6. doi:10.1016/S0040-4039(98)00132-4.
2. ↑  Arinaitwe, Emmanuel; Sandison, Taylor G.; Wanzira, Humphrey; Kakuru, Abel; Homsy, Jaco; Kalamya, Julius; Kamya, Moses R.; Vora, Neil;  et al. . Clinical Infectious Diseases. 2009, 49 (11): 1629–37. PMID 19877969. doi:10.1086/647946.
3. ↑  .   [6 October 2015]. （原始内容存档于2015-11-10）.
4. ↑  .   [6 October 2015]. （原始内容存档于2019-09-04）.
5. ↑  Wang J, Zhang CJ, Chia WN, Loh CC, Li Z, Lee YM, He Y, Yuan LX, Lim TK, Liu M, Liew CX, Lee YQ, Zhang J, Lu N, Lim CT, Hua ZC, Liu B, Shen HM, Tan KS, Lin Q. . Nature Communications. 2015, 6: 10111. PMC 4703832 . PMID 26694030. doi:10.1038/ncomms10111.